# نصف‌النهار ۳۴ درجه غربی
نصف‌النهار ۳۴ درجه غربی ۳۴مین نصف‌النهار غربی از گرینویچ است که از لحاظ زمانی 2ساعت و 16دقیقه با گرینویچ اختلاف زمانی دارد.
این نصف‌النهار از قطب شمال شروع و از مناطق زیر گذشته و به قطب جنوب ختم می‌شود.
- گرینلند
- اقیانوس اطلس